# Sudkov
Sudkov är en ort i Tjeckien.   Den ligger i regionen Olomouc, i den östra delen av landet, 180 km öster om huvudstaden Prag. Sudkov ligger 292 meter över havet och antalet invånare är 1 185.
Terrängen runt Sudkov är kuperad åt nordost, men åt sydväst är den platt. Sudkov ligger nere i en dal.Runt Sudkov är det ganska tätbefolkat, med 134 invånare per kvadratkilometer. Närmaste större samhälle är Šumperk, 5,4 km norr om Sudkov. Trakten runt Sudkov består till största delen av jordbruksmark.